# Z Przemyśla do Przeszowy
Z Przemyśla do Przeszowy est une comédie en deux actes d'Aleksander Fredro.

## Histoire
La date exacte de la rédaction de l'œuvre est difficile à déterminer – elle pourrait avoir été écrite entre 1861 et 1867, mais selon Stanisław Pigoń (pl), la seconde date est plus probable. Un autographe de l'œuvre entière et des fragments d'un autre brouillon de l'acte II sont conservés. Après la mort de Fredro, le comité chargé de son héritage classe l'œuvre parmi les plus faibles, reportant la décision de la mettre en scène et de l'imprimer.
La première représentation de la pièce a eu lieu le 20 février 1897 à Cracovie. La pièce est publiée pour la première fois en 1897 dans Biblioteka Warszawska (pl) (t. I, p. 62-93). La version livre paraît en 1898, éditée par Piotr Chmielowski (pl). Depuis le milieu du XXe siècle, la pièce fait l'objet d'au moins trois mises en scène, dont deux sous forme de pièces radiophoniques au Théâtre de la Radio polonaise, en 1977 et en 2005.
Fredro intègre dans sa pièce des éléments de la révolution industrielle naissante, notamment une fascination pour le chemin de fer, symbole de progrès technique. Cette thématique reflète son adaptation aux réalités capitalistes de l'époque. 